# NAM Air
NAM Air ist eine indonesische Fluggesellschaft mit Sitz in Jakarta und Basis auf dem Flughafen Soekarno-Hatta. Sie ist eine Tochtergesellschaft der Sriwijaya Air.

## Geschichte
NAM Air wurde von Sriwijaya Air offiziell am 26. September 2013 vorgestellt. Nach mehrmonatigen Lizenzproblemen nahm NAM Air schließlich am 11. Dezember 2013 den Flugbetrieb auf. Sie fungiert als Zubringergesellschaft der Sriwijaya Air und fliegt deshalb Ziele innerhalb Indonesiens an.
Wegen Zweifeln an der indonesischen Flugaufsicht verhängte die Europäische Kommission zeitweise über alle Fluggesellschaften aus Indonesien ein Betriebsverbot in der Europäischen Union. Davon war auch IAT betroffen.

## Flotte
Mit Stand Oktober 2023 besteht die Flotte der NAM Air aus 11 Flugzeugen mit einem Durchschnittsalter von 28,7 Jahren:
| Flugzeugtyp    | aktiv | bestellt | Anmerkungen                             |
| -------------- | ----- | -------- | --------------------------------------- |
| Boeing 737-500 | 11    |          | neun inaktiv; mit Winglets ausgestattet |
| Gesamt         | 11    |          |                                         |

## Ehemalige Flugzeugtypen
- ATR 72-600

Die im Dezember 2016 noch durch TransNusa Air Services für NAM Air betriebene Fokker 70 befand sich im Frühjahr 2018 nicht mehr im Einsatz.